# عمارة قوطية حديثة

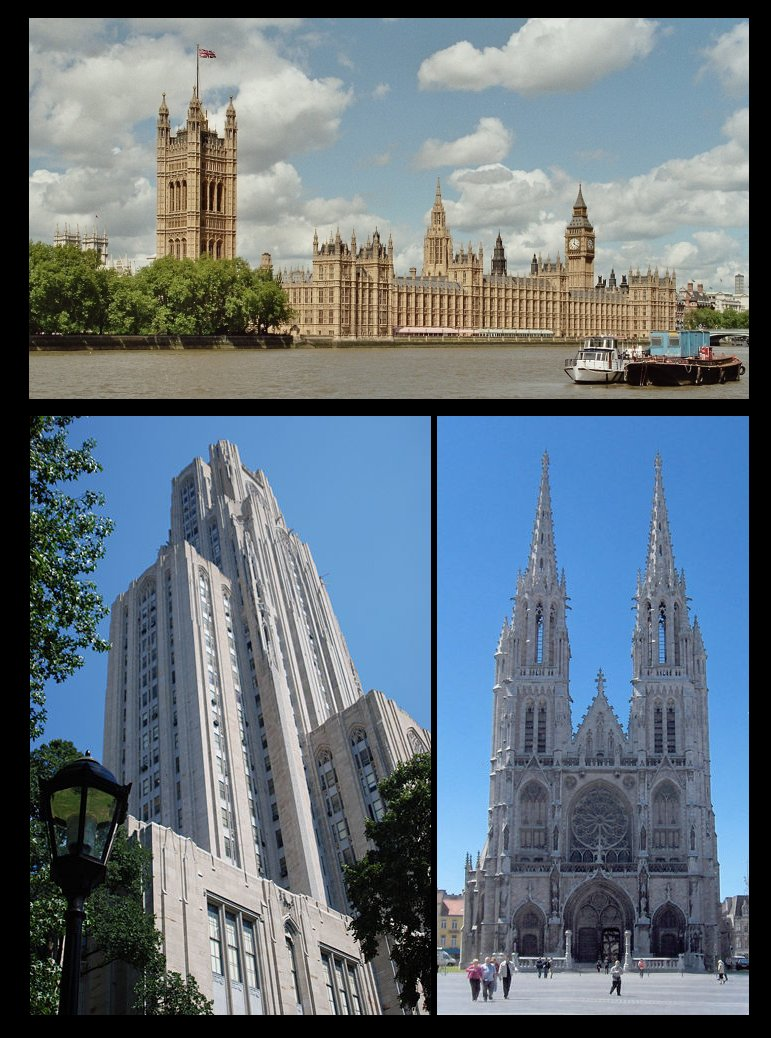
Notable Neo-Gothic edifices: top - Westminster Palace, London; left - Cathedral of Learning, Pittsburgh; right - Sint-Petrus-en-Pauluskerk, Ostend.

عمارة قوطية حديثة (التي يُشار إليها أيضًا بالقوطية الفيكتورية أو القوطية الحديثة) هي حركة معمارية بدأت في أواخر أربعينيات من القرن الثامن عشر في إنجلترا. ازداد زخم هذه الحركة في أوائل القرن التاسع عشر، حين سعى المعجبون بالنمط القوطي الجديد بجدية إلى إحياء العمارة القوطية في العصور الوسطى، على عكس الأنماط النيوكلاسيكية (الكلاسيكية الجديدة) السائدة في ذلك الوقت. تستمد العمارة القوطية ميزات من النمط القوطي الأصلي، بما في ذلك الأنماط الزخرفية، والتيجان، والنوافذ الرمحية، والقوالب المغطاة. بحلول منتصف القرن التاسع عشر، أصبحت أسلوبًا معماريًا بارزًا في العالم الغربي.
تتشابك جذور القوطية الجديدة مع الحركات الفلسفية المتعلقة بالكاثوليكية وإعادة إيقاظ الكنيسة العليا أو المعتقد الأنغلو كاثوليكي المعنيين بتوسع اللاشعورية الدينية. في النهاية، أصبح تراث الأنغلو كاثوليكية المعني بالمعتقدات الدينية معروفًا بجاذبيته الجوهرية في الربع الثالث من القرن التاسع عشر. تنوعت العمارة القوطية الجديدة في إخلاصها لكل من الأسلوب الزخرفي ومبادئ البناء في العصور الوسطى، إذ بلغت في بعض الأحيان ما يزيد عن إطارات النوافذ المدببة، وبعض اللمسات من الزخارف القوطية على المباني بطريقة مختلفة عن خطة القرن التاسع عشر، واستخدام مواد وطرق بناء حديثة ومعاصرة.
بالتوازي مع هيمنة الأساليب القوطية الحديثة في إنجلترا في القرن التاسع عشر، امتد اهتمام هذه الحركة إلى بقية دول أوروبا، وأستراليا، وأفريقيا، والأمريكيتين؛ شهد القرن التاسع عشر وأوائل القرن العشرين بناء أعداد هائلة من الهياكل القوطية في جميع أنحاء العالم. بلغ تأثير الإحياء المعماري ذروته في سبعينيات القرن التاسع عشر. اكتسبت الحركات المعمارية الجديدة، التي كانت ترتبط أحيانًا بحركة الفنون والحرف، وأحيانًا في معارضة واضحة كالحداثة، شعبيةً واسعة، وبحلول ثلاثينيات القرن العشرين، استُبعدت العمارة الخاصة بالعصر الفيكتوري. شهدت أواخر القرن الماضي إحياء الاهتمام بالحركة القوطية وتجلى ذلك في المملكة المتحدة من خلال إنشاء الجمعية الفيكتورية في عام 1958.

## الجذور
شهد إحياء الإنجيلية في القرن الثامن عشر ومطلع القرن التاسع عشر رد فعل في حركة الكنيسة العليا التي سعت بدورها إلى التشديد على الاستمرارية بين الكنيسة القائمة والكنيسة الكاثوليكية قبل الإصلاح. أصبحت الهندسة المعمارية في النهضة القوطية أحد الأسلحة الرئيسية في مستودع الكنيسة العليا. كانت النهضة القوطية مدعومة من قبل «حركة القرون الوسطى»، التي تمتد جذورها في الاهتمامات الأثرية بالبقايا والتحف. مع تقدم «التحول الصناعي»، ظهر رد فعل ضد إنتاج الآلات والمصانع. تبنى أنصار التصويرية مثل توماس كارليل وأغسطس بوجن وجهة نظر نقدية للمجتمع الصناعي وصوّروا مجتمع ما قبل العصور الوسطى على أنه عصر ذهبي. بالنسبة إلى بوجن، تشربت العمارة القوطية القيمَ المسيحية التي حلت محلها الكلاسيكية ودُمرت بواسطة التحول الصناعي.
اتخذت النهضة القوطية مفاهيم سياسية، مع النظر إلى الأسلوب الكلاسيكي الجديد «العقلاني» و«الراديكالي» على أنه مرتبط بالجمهوريانية والليبرالية (كما هو واضح من استخدامه في الولايات المتحدة، وبدرجة أقل في فرنسا). أصبحت القوطية الجديدة الأكثر تقليدية وروحانية مرتبطةً بالملكية والمحافظة، التي انعكست بدورها على اختيار الأساليب الخاصة بالمراكز الحكومية التي أُعيد بناؤها مثل قصر وستمنستر التابع لبرلمان المملكة المتحدة في لندن، ومباني البرلمان الكندي في أوتاوا، ومبنى البرلمان المجري في بودابست.
في الأدب الإنجليزي، أدت العمارة القوطية الجديدة والرومانسية الكلاسيكية إلى ظهور الرواية القوطية، بدءًا من قلعة أوترانتو (1764) لهوراس والبول، وألهمت نوعًا من شعر القرون الوسطى في القرن التاسع عشر ينبع من شعرية «أوسيان» المستعارة. أعادت قصيدة ألفريد تينسون «أمثال الملك» صياغة الموضوعات الحديثة في سياقات القرون الوسطى للرومانسية الآرثرية. في الأدب الألماني، كانت القوطية الجديدة لها أساس في التوجهات الأدبية.

## البقاء والإحياء
بدأت الهندسة القوطية في كاتدرائية سان دوني بالقرب من باريس وكاتدرائية سينس، وانتهت مع آخر ازدهار لها في أوائل القرن السادس عشر بأبنية مثل كنيسة هنري السابع في وستمنستر. مع ذلك، لم تنتهِ العمارة القوطية بالكامل في القرن السادس عشر بل بقيت في مشاريع بناء الكاتدرائيات الجارية؛ في جامعة أكسفورد وجامعة كامبردج، وأيضًا في بناء الكنائس في المناطق الريفية النائية في إنجلترا، وفرنسا، وألمانيا، والكومنولث البولندي الليتواني، وفي إسبانيا.
في بولونيا، بنى المهندس المعماري كارلو رينالدي في عام 1646 أقبية قوطية (اكتملت في عام 1658) لكاتدرائية سان بترونيو في بولونيا، التي كانت قيد الإنشاء منذ عام 1390؛ تجاوز السياق القوطي هناك اعتبارات النمط المعماري الحالي. اعترف غوارينو غواريني، وهو راهب ثياتيني من القرن السابع عشر عمل بشكل أساسي في تورينو، بـ«النظام القوطي» باعتباره أحد الأنظمة الأساسية للهندسة المعمارية واستخدمه في ممارسته.
على نحو مماثل، بقيت العمارة القوطية في بيئة حضرية في أواخر القرن السابع عشر، كما هو واضح في أكسفورد وكامبردج، حيث اعتُبرت بعض الإضافات والإصلاحات الخاصة بالمباني القوطية أكثر انسجامًا مع نمط الهياكل الاصلية من الطراز الباروكي. طمس برج توم للسير كريستوفر رن الخاص بكنيسة المسيح، جامعة أكسفورد، ولاحقًا أبراج نيكولاس هوكسمور الغربية لدير وستمنستر، الحدودَ بين ما يُسمى «بقاء القوطية» وإحيائها. استمر بناء العديد من الكنائس مثل كنيسة سانت يوستاش على الأشكال القوطية المموهة بالتفاصيل الكلاسيكية في جميع أنحاء فرنسا في القرنين السادس عشر والسابع عشر، حتى وصول فن العمارة الباروكية.
في أثناء ظهور الحركة الرومانسية في منتصف القرن الثامن عشر، خلق الاهتمام والوعي المتزايدين بالقرون الوسطى بين الخبراء المؤثرين نهجًا أكثر تقديرًا للفنون المختارة من العصور الوسطى، بدءًا من عمارة الكنيسة، والمعالم الأثرية لمقابر الشخصيات الملكية والنبيلة، والزجاج الملون، والمخطوطات القوطية المتأخرة. استمر إهمال الفنون القوطية الأخرى، مثل قماش النجود والأعمال المعدنية، باعتبارها سطحية وهمجية. على أي حال، كانت الارتباطات العاطفية والقومية مع الشخصيات التاريخية قوية في هذا الإحياء المبكر كما في الاهتمامات الجمالية البحتة.